# 塔拜 (委內瑞拉)
塔拜（西班牙語：Tabay），是委內瑞拉的城鎮，位於該國西部梅里達州，是桑托斯馬基納市的首府，海拔高度1,708米，面積192平方公里，2011年人口18,037，人口密度每平方公里59.3人。